# カサネ (テレビドラマ)
『カサネ』は、2015年3月3日から3月24日まで、毎週水曜日2:40 - 3:10（火曜深夜）に、テレビ東京系で放送された日本のテレビドラマ。主演は高城亜樹（AKB48）と遠藤雄弥。
2016年に舞台版が上演。

## キャスト
多々良見 花弥生（たたらみ かよい）
演 - 高城亜樹（AKB48）
「カサネ」の末裔である多々良見家の双子の妹。依頼人の秘密を見抜く鋭い洞察力を持つ毒舌キャラ。
多々良見 幸一太郎（たたらみ こういったろう）
演 - 遠藤雄弥
花弥生の双子の兄。クールで頭の回転が速く、IQ180の天才だが、母と妹には虐げられている。
多々良見 良子（たたらみ よしこ）
演 - 銀粉蝶
花弥生と幸一太郎の母。雑学が豊富。
ゲスト
第1話
- 久松 孝明（女優・酒武井くり子のマネージャー） - 福士誠治
- 酒武井 くり子（女優、久松とは恋人同士） - 木乃江祐希
- 室江田 健二 - 金子大地

第2話
- 九重 学（漫画家） - 波岡一喜

第3話
- 扇塚 桂（女流棋士） - 愛加あゆ
- 斎藤 工（本人役） ※友情出演
- 時津 宗近（棋士、扇塚の師匠） - 新納宗近
- 向井名人 - 大竹浩一

第4話
- 堂崎山 元始（有名なフレンチシェフ） - 駿河太郎
- 金向井 頼子 - 原史奈
- 金向井 沙々之 - 堀内英二
- 多々良見 泉天空 - 平田満

## スタッフ
- 企画・製作 - 大澤剛（ワタナベエンターテインメント）
- 脚本 - 金沢知樹、赤松義正
- 監督 - 小川弾、熊坂出
- 主題歌 - 荒木宏文「Next Stage」（エイベックス・トラックス）[3]
- プロデューサー - 藤田大輔（スタジオブルー）

## 放送日程
| 話数   | 放送日  | サブタイトル     | 脚本              | 監督   |
| ------ | ------- | ---------------- | ----------------- | ------ |
| 第1話  | 3月3日  | カサネとゴシップ | 金沢知樹          | 小川弾 |
| 第2話  | 3月10日 | カサネと漫画家   | 金沢知樹          | 小川弾 |
| 第3話  | 3月17日 | カサネと棋士     | 金沢知樹          | 熊坂出 |
| 最終話 | 3月24日 | カサネとシェフ   | 金沢知樹 赤松義正 | 熊坂出 |

## 舞台
同タイトルで、舞台化作品が2016年1月26 - 31日に東京・赤坂RED/THEATERにて上演。ドラマ同様に高城と遠藤が主演、金沢が脚本を担当。

### キャスト
多々良見 花弥生（たたらみ かよい）
演 - 高城亜樹（AKB48）
「カサネ」双子の妹。口が悪い。兄に暴力的。
多々良見 幸一太郎（たたらみ こういったろう）
演 - 遠藤雄弥
「カサネ」双子の兄・童貞。IQ高い。女に弱い。
大貫 遥（おおぬき はるか）
演 - 入山法子
マジシャン。
ブルー牟知原（ぶるーむちはら）
演 - 今野浩喜
大貫のアシスタント。
灰蟹 宗助（はいかに そうすけ）
演 - 酒井敏也
カサネと依頼者を繋ぐ人間。